# Állandósult szókapcsolat
A frazeológiában az állandósult szókapcsolat, más néven frazeológiai egység, frazéma vagy frazeologizmus olyan többé-kevésbé kötött szókapcsolat, amelyet ez a tulajdonsága különbözteti meg a szabad szókapcsolattól.
E fogalommal kapcsolatban nincs egységes nézet a kutatók körében, ugyanis vitatott a különböző típusú frazeológiai egységek elnevezése, ezek meghatározása és egymástól való elhatárolása, valamint osztályozásuk is.

## Terminológiai kérdések
A többé-kevésbé kötött szókapcsolatok megnevezésére sok terminus található. Egyrészt több terminus használatos egyazon típus megnevezésére, másrészt pedig egy bizonyos terminust több típusra használnak.
Francia nyelvű munkákban Kocourek (1982) 27 ilyen terminust talált. Ugyancsak francia nyelven különböző szerzők idéznek mások munkáiból vagy ők maguk használnak ennél még több más terminust.
Angol nyelven Kocourek (1982) 15 terminust sorol fel. Más forrásokban ezeken kívül még több található.
A magyar szakirodalomban is sok terminus fordul elő többé-kevésbé kötött szókapcsolatokra: állandósult szókapcsolat, beszédmű, bölcs mondás, frazéma, frazeológiai egység, frazeológiai kapcsolat, frazeológiai terminus technicus, frazeologizmus, funkcióigés kapcsolat, helyzetmondat, idézet, idióma, idiomatikus kifejezés, idiomatizmus, képes kifejezés, kollokáció, körülírás, közhelyszerű kifejezés, közmondás, népmesei fordulat, onimikus frazeologizmus, pragmatikus helyzetmondat, proverbium, szakkifejezés, szállóige, szokásmondás, szokványos kifejezés, szokványos kifejezésmód, szólás, szóláshasonlat, szólásmondás, társalgási fordulat, terpeszkedő szerkezet.
E sok szakszó között vannak olyanok, amelyek egy bizonyos típust neveznek meg a frazeológiai egységek köréből, például „szakkifejezés”, olyanok, melyek több típust foglalnak magukba, például „beszédmű”, valamint olyanok, amelyek mindet egybefoglalják. Ezek közül a leginkább használtak a következők:
- frazeológiai egység – (angolul) phraseological unit – (franciául) unité phraséologique;
- frazéma – (angolul) phraseme – (franciául) phrasème;
- frazeologizmus – (angolul) phraseologism – (franciául) phraséologisme.

## A frazeológiai egység fogalmának a körülhatárolása
Nem minden szerző ért egyet abban, hogy mely szókapcsolatokat kell frazeológiai egységekként tanulmányozni. Egyesek ezek közé sorolják a közmondásokat, a szállóigéket, a bölcs mondásokat és a népmesei fordulatokat is. Mások ezeket nem tartják a frazeológia tárgyához tartozóknak. Egyes nyelvészek frazeológiai egységeknek tekintik a pragmatikus helyzetmondatokat és a beszédműveket, amelyek eredetileg csak a nyelvészet egy másik ágának, a pragmatikának a tárgyát képezték. Egyes nyelvészek a jelmondatokat (például a nemzeti mottókat és a reklámszlogeneket) is a már régebben a közmondásokat tanulmányozó parömiológia mint a frazeológia alágának tárgyához tartozóknak tekintik.

## Osztályozási próbálkozások
Több nyelvész is próbálkozott már a frazeológiai egységek osztályozásával.
Bárdosi Vilmos három nagy csoportra osztja a szókapcsolatokat:
- szabad szókapcsolatok;
- teljesen kötött, erős metaforikus értékkel bíró szókapcsolatok, melyek gyakori típusai a következők:

- szólások: kivágja a rezet;
- szóláshasonlatok: szegény, mint a templom egere;
- beszédhelyzethez kötött, ún. „pragmatikus helyzetmondatok”, konvencionális szójárások: Most ugrik a majom a vízbe!;
- ún. „beszédművek”, néhány altípussal:

– köszönések, megszólítások: Pálinkás jó reggelt!;
– szitkozódások, átkozódások: Az isten verje meg!;
– politikai jelszavak: Nem kell a sóder, nem kell a duma, saját medrében folyjék a Duna!;
– sírfeliratok: Itt nyugszom én, olvasod te, olvasnám én, nyugodnál te;
– butélia-feliratok: Nézz a butykos fenekére, ott az élet dicsősége;
– pólófeliratok: Foglalt vagyok;
– falfirkák: Hülye, aki olvassa;
- szállóigék, bölcs mondások, idézetek: Nyelvében él a nemzet;
- közmondások, szokásmondások: Lassan járj, tovább érsz!

- átmeneti, az összeforrottság különböző fokán álló szerkezetek (kollokációk, terpeszkedő szerkezetek): homlokegyenest ellenkező, vereséget szenved.

Zsemlyei János osztályozása az alábbi:
- szokványos kifejezésmódok (frazeológiai szócsoportok):

- társalgási fordulatok (Hogy vagy?) és népmesei fordulatok (Hol volt, hol nem volt);
- körülírások: beleegyezését adja;
- közhelyszerű kifejezések: a világot jelentő deszkák;
- képes kifejezések: kutya baja;
- szakkifejezések: alkoholos befolyásoltság;

- szólások:

- igés szerkezetek: lóvá tesz;
- főnévi értékű szólások: anyámasszony katonája;
- melléknévi értékű szólások: burokban született;
- határozószói értékű szólások: saját szakállára;
- párhuzamos felépítésű szólások: le is út, fel is út;
- kiegészítésre nem szoruló mondatok: Kibújt a szög a zsákból;

- szóláshasonlatok: fehér, mint a fal;
- közmondások:

- erkölcsi tartalmúak, életmegnyilvánuláshoz, tevékenységhez fűződőek: Legjobb az egyenes út, Lassan járj, tovább érsz, Ki korán kel, aranyat lel;
- gazdaregulák: Márciusi por (májusi sár) aranyat ér;
- az időjárással kapcsolatosak: Ha Katalin kopog, karácsony locsog;
- egészségügyi tanácsokat tartalmazók: Étel, ital, álom, szükséges e három;

- szállóigék: Borítsunk fátyolt a múltra!

A. P. Cowie a következő osztályozást javasolja:
- free combinations ’szabad összetételek’: blow a trumpet ’trombitát fúj’;
- word-combinations ’(kötött) szóösszetételek’:

- semantic combinations ’szemantikus összetételek’:

– collocations ’kollokációk’: blow a fuse ’biztosítékot kivág’;
– figurative idioms ’képes idiomatikus kifejezések’: blow your own trumpet ’dicsekszik’ (szó szerint ’saját trombitáját fújja’);
– pure idioms ’tiszta idiomatikus kifejezések’: blow the gaff ’kidobol (vmit vkiről)’ (szó szerint ’fújja a ködkürtöt’);
- pragmatic combinations ’pragmatikus összetételek’:

– proverbs ’közmondások’: Many hands make light work (szó szerint ’Sok kéz megkönnyíti a munkát’);
– catchphrases ’szólásmondások’: If you can't stand the heat, get out of the kitchen (szó szerint ’Ha nem bírod a meleget, menj ki a konyhából!’);
– slogans ’(reklám)szlogenek’: X refreshes the parts that other beers cannot reach (szó szerint ’X felfrissíti azokat a szerveket, amelyeket más sörök nem tudnak elérni’);
– formulae ’formulák’:
– routine formulae ’szokványos formulák’: Good morning! ’Jó reggelt!’;
– speech formulae ’beszédformulák’: you know what I mean ’hiszen érted’.

## Néhány frazeológiai egység-típus
A frazeológiai egységek típusainak meghatározása és egymástól való elhatárolása is vitatott. A kutatók általában egyetértenek abban, hogy ezek a típusok elsősorban a rögzültségük fokában különböznek egymástól, egy frazeológiai egység rögzültségi foka pedig annál nagyobb, minél gyakrabban használják.
A rögzültség három szempontból tekinthető:
- A szemantikai rögzültség a frazeológiai egység non-kompozicionális vagy csak részben kompozicionális jellegében áll, azaz abban, hogy legalább alkotóelemeinek egy része elveszítette egyéni jelentését és együtt van új jelentése.
- A lexikális rögzültség foka arra vonatkozik, hogy mennyire korlátozottak a frazeológiai egység elemeinek az együttelőfordulási lehetőségei, azaz hogy mennyire lehetséges a frazeológiai egység elemeit szinonimákkal vagy ugyanahhoz a paradigmához tartozó szavakkal helyettesíteni.
- Az alaktani és mondattani rögzültség abban áll, hogy lehetetlen vagy csak részben lehetséges a szókapcsolat belsejében a ragozás, a szórend megváltoztatása, a kiterjesztés új elemekkel stb.

A frazeológiai egységek skálája a legkevésbé rögzültektől a legrögzültebbekig megy a fenti szempontok egyikéből, kettőjükből vagy mindhármójukból tekinve, de a rögzültség kontinuumáról van szó, ezért a frazeológiai egységek típusainak a határsávjai átfedik egymást.

### A kollokáció
A két vagy három szóból (főnév, melléknév, ige vagy határozószó) álló frazeológiai egységet, amely tagjai között mondattani kapcsolat van, és nagy gyakorisággal fordulnak elő együtt, de viszonylag kis rögzültségi fokot mutat, egyes nyelvészek kollokációnak nevezik. Ilyen szókapcsolatok gyakoriak úgy a köznyelvben (például zümmögő méh, számot ad, számon kér, ádáz ellenség, ádázul harcol), mint a szaknyelvekben, például alkoholos befolyásoltság, egyszerű mondat, köztulajdonba vétel, repülő sárkánygyík, rosszindulatú daganat.
A kollokáció kompozicionális szókapcsolat, azaz benne is a szavak megtartják egyéni jelentésüket. Van egy csomópontja, leggyakrabban egy főnév vagy egy ige, olykor egy melléknév vagy egy határozószó. A csomópontnak egy vagy két kollokáltja van, és a kollokáció kötöttsége abban áll, hogy egy kollokáltat csak korlátozottan lehet helyettesíteni. Például a szitkot szór szókapcsolat helyes, de a *szitkot hint nem.

### Az idiomatikus kifejezés
Az idiomatikus kifejezés olyan frazeológiai egység, amely rögzültségi foka nagyobb, mint a kollokációé, de kisebb, mint például a mottóé vagy a szállóigéé. Egyes nyelvészek szerint csak metaforikus lehet (pl. falra hányt borsó), mások szerint ez nem kötelező. Ilyen a francia il y a ’van, létezik’ (szó szerint ’ő ott birtokol’).

### A valamilyen szófaj értékű szókapcsolat
Egyes nyelvek, például az újlatin nyelvek vagy az angol nyelv grammatikái számon tartanak úgynevezett (franciául) locution nevű szókapcsolatokat, amelyek egy-egy szófajhoz tartozó egységeket képeznek, mivel nem elemezhetők, és többnyire egy szóból álló szinonimájuk van. Vannak ige értékű szókapcsolatok (pl. (franciául) faire grâce = gracier ’megkegyelmez’), határozószó értékű szókapcsolatok (pl. en vain = vainement ’hiába’) stb. Anélkül, hogy egy szóból álló szinonimájuk lenne, vannak elöljárószó értékű szókapcsolatok (pl. (angolul) due to ’köszönhetően’) és kötőszó értékű szókapcsolatok is (pl. (angolul) even if ’akkor is, ha’). Ezeket hagyományosan grammatikai szempontból tekintik, de egyes szerzők szerint frazeológiai egységek is.

### A pragmatikus frazeológiai egység
A frazeológiai egységek között vannak olyan mondatok, amelyeket az anyanyelvükön beszélők ismételten és automatikusan használnak. Ezeket a különféle kommunikációs helyzetek váltják ki, és általuk a beszélő nagyon sok kommunikációs szándékot valósít meg: hat a címzettre, állást foglal iránta, érzéseit, lelki vagy fizikai állapotát fejezi ki, kapcsolatot keres a címzettel, társadalmi szokásoknak felel meg stb. Egyes szerzők a pragmatikus frazeológiai egységek közé sorolják a közmondásokat, a szólásmondásokat és a szlogeneket is. Ezen frazeológiai egységek terén sem egységes a terminológia. Magyarul találhatók olyan elnevezések, mint „(pragmatikus) helyzetmondat”, „konvencionális szójárás” vagy „beszédmű”. Angol és francia terminus is több van ezekre.
A pragmatikus frazeológiai egységek elsősorban abban különböznek a más típusú ilyen egységektől, hogy specifikus kötöttségük van, mégpedig az, hogy a teljes egység bizonyos helyzettől, kommunikációs szándéktól függ. Például a (franciául) Ferme ta gueule! ’Fogd be a pofádat!’ (szó szerint ’Zárd be a pofádat!’) mondatot a beszélő csak arra használhatja, hogy elhallgattassa a mondat címzettjét. Másodsorban az ilyen egységek esetében nem tipikus az átvitt értelem.
Másrészt, nagyon sok olyan helyzet lévén, amelyekben pragmatikus frazeológiai egységeket használnak, ezek rögzültségi foka különböző. Például a Ferme ta gueule! ’Fogd be a pofádat!’ jelentése kompozicionális, azaz elemei egyéni jelentéséből kikövetkeztethető. Lexikális rögzültsége is viszonylagos: ugyanazzal a pragmatikai jelentéssel azt is lehet mondani, hogy Ferme ton clapet ’Fogd be a bagólesődet!’ (szó szerint ’Zárd el a szelepedet!’). Ugyanakkor bizonyos morfoszintaktikai változtatásokat is elfogad: az egyes számról a többesre térést (Fermez vos gueules! ’Fogjátok be a pofátokat!’), bővítést (Ferme ta sale gueule! ’Fogd be azt a lepcses pofádat!’), a főnév névmással való helyettesítését (Ferme-la!, magyarban a tárgy elhagyását: ’Fogd be!’), az állítmány elhagyását (Ta gueule! ’Pofa be!’).
Más pragmatikus frazeológiai egységek gyakorlatilag formulákká váltak teljes vagy majdnem teljes rögzültségükkel. Cowie (2001) kétféle ilyen formulákat különböztet meg:
- A szokványos formulákat [(angolul) routine formulae] a társadalmi életben előforduló érintkezések követelik meg. Ilyenek a köszöntések (Good morning! ’Jó reggelt!’), a jókívánságok (Many happy returns of the day! ’Boldog születésnapot!’) vagy a bemutatkozáskor használt mondatok (Pleased to meet you ’Örvendek’). Cowie idesorolja a szóbeli vagy írott figyelmeztetéseket is (Mind the step! ’Vigyázz! Lépcső!’).
- A beszédformulák [(angolul) speech formulae] a beszéd közben használt olyan mondatok, amelyek számos kommunikációs szándékot valósítanak meg: állítás megerősítése (I can tell you ’mondhatom’), információ meglepőként való prezentálása (Do you know? ’Tudod-e?’), a címzett által mondottak meg nem értése (I beg your pardon? ’Kérem?’), a címzett értésének az ellenőrzése (Are you with me? ’Tudsz követni?’) stb.

A pragmatikus frazeológiai egység két szempontból hasonlít az indulatszóra: automatikusan használják mindkettőt megfelelő helyzetben, és jellegzetes hanglejtésük van. Például a (franciául) Qu’est-ce que vous me dites là! ’Mit mond?!’ mondat is, és az Ah bah! indulatszó is csodálkozást fejez ki. Egyes nyelvészek úgy vélik, hogy azok az egységek, amelyeket a hagyományos grammatikában indulatszókként és tagolatlan mondatokként tartanak számon, akkor is, ha mondatszók, formula jellegű frazeológiai egységeknek tekinthetők. Példák: (franciául) Soit! ’Ám legyen!’ (engedmény kifejezése), Tiens! ’Tessék!’ (tárgy átadásával társított formula) vagy ’Nocsak!’ (csodálkozás kifejezése), Merci ’Köszönöm’, Allez! ’Gyerünk!’ (buzdítás).

### Egyéb formulák
A szaknyelvek közül a jogi az, amelyik kitűnik formulaszerű szócsoportjaival és mondataival. Ilyenek az Európai Unió keretében a különböző nyelveken sztenderdizáltak is a hivatalos dokumentumok számára, azzal a szándékkal, hogy pontosan egyezzenek egymással.
Például a jogi aktusok bevezető hivatkozásának a kezdő formulája a következő kell legyen:
tekintettel a(z) …-ra/-re – (angolul) having regard to the… – (franciául) vu le/la/les…
Jellegzetes formulák találhatók népmesékben is:
Hol volt, hol nem volt… – (angolul) Once upon a time… – (franciául) Il était une fois…

### A közmondás
A közmondás olyan állandósult szókapcsolat, amely valamilyen általános érvényű megfigyelést, életigazságot, ítéletet fejez ki. A népi bölcsességen alapuló, hagyományos, szóbeli, anonim és közösségi alkotás. Használója saját véleményét, állásfoglalását fejezi ki vele, úgy iktatva a modanivalójába, mint egy idézetet.
Egyes szerzők különállő frazeológiai egység-típusnak tekintik a közmondást, mások a pragmatikus frazeológiai egységek egyik altípusaként tartják számon.
A közmondás hasonlít az idiomatikus kifejezésre abban, hogy lexikailag rögzült, és viszonylag nagy morfoszintaktikai rögzültség is jellemzi. Különbözik viszont az idiomatikus kifejezéstől abban, hogy csak teljes, önmagában zárt mondat lehet.
Vannak közmondásból származó idiomatikus kifejezések is, amelyek már nem közmondások, mivel nem teljes mondatok. Ezek alapja olyan közmondás, amely kell/nem kell jelentésű igével kezdődik, és főnévi igenév az alárendeltje ennek szószerkezetével együtt. A közmondás ezen második részéből lesz az idiomatikus kifejezés. Példa:
(franciául) Il ne faut pas vendre la peau de l’ours avant de l’avoir tué ’Nem szabad előre inni a medve bőrére’ → vendre la peau de l’ours avant de l’avoir tué
Van eredeti értelemben használt elemekből álló közmondás, és átvitt értelemben használtakból álló is, sőt, e két változatban egyazon értelmű közmondások is, pl. Nincsen ember hiba nélkül és Nincsen rózsa tövis nélkül.
Több tárgyköri kategóriát lehet megkülönböztetni a közmondások között:
- az emberrel mint társadalmi lénnyel kapcsolatosak:

- teljesen általánosak, gyakran erkölcsi tartalmúak: Legjobb az egyenes út, Lassan járj, tovább érsz;
- az élet egy bizonyos területére vonatkozóak: Ki korán kel, aranyat lel;

- egészségügyi tanácsok: Étel, ital, álom, szükséges e három;
- gazdaregulák: Márciusi por (májusi sár) aranyat ér;
- az időjárással kapcsolatosak: Ha Katalin kopog, karácsony locsog.

### A mottó
A frazeológiai egységet képező mottó a heraldikából származik. A középkorban jelent meg, Nyugat-Európában, nemesi címereken. Szemantikailag kötődhet a címer rajzához. Eredetileg a mottó csatakiáltás volt olyan csatában, amely következtében a címer első tulajdonosa elnyerte nemesi címét. Utólag a mottó röviden, legtöbbször latin nyelven fejezte ki a címet elnyerő személy hűségét, vitézségét vagy egyéb tulajdonságát. Ilyen mottó például Forte scutum salus ducum ’Erős pajzs a vezérek biztonsága’, amely utal tulajdonosa nevére is, aki egy bizonyos Fortescue lord volt.
Idővel városok is kaptak címert és vele mottót. Például Párizsé Fluctuat nec mergitur ’Imbolyog, de nem süllyed el’. Jelenleg számos országnak van mottója, amely egyike az állam hivatalos szimbólumainak, a címerrel, a zászlóval és a himnusszal együtt. Franciaországé például Liberté, égalité, fraternité ’Szabadság, egyenlőség, testvériség’. Magyarországnak nincs mottója, de van különféle társadalmi szervezeteknek, beleértve sportegyesületeket. Például a Vasas SC-jé Gyerünk, gyerünk, Angyalföld!
Nyelvészeti szempontból a mottó teljesen rögzült.

### A jelmondat
A jelmondat vagy szlogen tömör és kifejező, könnyen megjegyezhető frazeológiai egység, amelyet a reklámban használnak egy kereskedelmi márka vagy áru népszerűsítése céljából, avagy a politikai és társadalmi propagandában azzal a céllal, hogy megnyerjék az embereket egy eszme, szervezet vagy személy oldalára. Egyes jelmondatok jelentése szöveghez vagy képhez kötött, másoké autonóm.
Egyes szerzők a jelmondatot is a pragmatikus frazeológiai egységek egyik altípusának tekintik. Tömör, frappáns és megjegyezhető alakjával, a címzettjeire hatást gyakorló funkciójával a jelmondat közel áll a közmondáshoz, de különbözik ettől tervezett, rendszeres és tömeges jellegében, valamint abban, hogy élete egy kampány idejére korlátozott, hacsak nem olyan sikeres, hogy több-kevesebb ideig emlékeznek rá.
Egyes szlogenek a nyelvközösség történelmi, civilizációs vagy kulturális referenciáin alapszanak, pl. Yoda vagyok magáért (virágküldő szolgálat szlogenje, Yodát ábrázoló plakáton).
A szlogenek gyakran alkalmaznak a retorikához tartozó módszereket:
- reduplikáció (ismétlés): Bemegyek, kijövök, de milyen jól kijövök, ha bemegyek! (áruház szlogenje);
- metafora: (franciául) La femme est une île, Fidji est son parfum ’A nő sziget, Fidji a parfümje’;
- hasonlat: (franciául) Des ongles durs comme du fer… (szó szerint ’Olyan kemény körmök, mint a vas…’) (körömlakk szlogenje);
- metonímia: (angolul) Put a tiger in your tank! (szó szerint ’Tegyen tigrist a tartályába!’) (benzin szlogenje);
- megszemélyesítés: Többet mond minden szónál… (édesség szlogenje);
- szembeállítás: Kis mosógép, nagy kényelem;
- szónoki kérdés: (franciául) Qui a dit que le plaisir était défendu ? ’Ki mondta, hogy az élvezet tilos?’ (tejtermék szlogenje).

A klasszikus verselés módszerei is használatosak szlogenekben:
- asszonánc: (angolul) I like Ike (Dwight David Eisenhower, kinek beceneve Ike volt, szlogenje választási kampányaiban);
- rím: Fabulon a bőre őre, ezt használja nyakra-főre! (kozmetikai cikk szlogenje):
- ritmus: a fenti példa.

Azzal a céllal, hogy vonzó legyen, a szlogen szellemességre, humorosságra törekszik, ezért szójátékokat is alkalmaz. Ezek alapja lehet:
- a poliszémia (egy szó több jelentése): Bemegyek, kijövök, de milyen jól kijövök, ha bemegyek!, Önnek jár (a BKV szlogenje);
- a homonímia (különböző jelentésű szavak véletlen hangzásbeli és írásbeli azonossága): Nem bántja a szemét? (környezetvédelmi kampány szlogenje);
- a homofónia (különböző jelentésű szavak csak hangzásbeli azonossága): (franciául) Lego développe l’égo ’A Lego fejleszti az ént’;
- a paronímia (szavak alakjának a hasonlósága): Azért van itt erő, izom, mert mindennap tejet iszom!

Használatos a szlogenek alkotásában más frazeológiai egységek kiaknázása is. Olykor egy az egyben vesznek át ilyet. Például Könnyű szívvel (egy édesség szlogenje) eredetileg kollokáció, Mi tudjuk, mitől döglik a légy (rovarirtó szlogenje) pedig idiomatikus kifejezés kompozicionális értelmezésére épül. Gyakrabban fordul elő frazeológiai egység torzítása. Szállunk rendelkezésére (a MALÉV szlogenje) az állunk rendelkezésére pragmatikai frazeológiai egységet ferdíti el, Gondoskodunk, tehát vagyunk (biztosító szlogenje) szállóigét torzít, Egészség. Élet. Minőség (gyógyszergyár szlogenje) olyan mottót utánoz, mint amilyen a Franciaországé.
Mondattanilag a szlogen lehet többféle: egymástól független szavak sora (Egészség. Élet. Minőség), mondattani kapcsolatban álló szavak csoportja (Könnyű szívvel), egyszerű mondat (I like Ike), összetett mondat (Azért van itt erő, izom, mert mindennap tejet iszom!).

### A szállóige
A szállóige olyan frazeológiai egység, amelynek történelmi, irodalmi, vagy kulturális forrása ismert vagy ismertnek vélt. Egyesek esetében a beszélő tudja, hogy szállóigéről van szó, akár ismeri a forrását, akár nem. Mások eredete kiveszett a beszélők tudatából, és már nem érzik őket szállóigéknek.
Egyes szállóigék beilleszkednek más frazeológiai egység típusába. Például Te is, fiam, Brutus? szemrehányást kifejező pragmatikus frazeológiai egység.
Ha több nyelvközösségnek közös történelmi, civilizációs, kulturális stb. referenciái vannak, akkor ugyanaz a szállóige több nyelvben is megvan, mint az előző példa, de van olyan szállóige is, amely csak egy nyelvben él, ha forrása nem ismert más nyelvi közösségben. Ilyen a magyarban a Kossuth Lajostól származó Borítsunk fátylat a múltra! szállóige.

### A nyelvi klisé
Nyelvészeti szempontból akármelyik frazeológiai egység többé-kevésbé klisének számíthat, attól függően, hogy milyen gyakran és mennyire automatikusan használják. E kritériumok szerint például a pragmatikus formulák (köszöntések stb.) nyilvánvalóan klisék anélkül, hogy ez esetben a „klisé” szónak pejoratív jelentése lenne. A klasszikus esztétika szempontjából viszont a klisé túl nagynak tekintett gyakorisága miatt banálissá vált, és ezért kerülendő frazeológiai egység. Az ilyeneket Zsemlyei 2010 közhelyszerű kifejezéseknek nevezi. Példák: a feledés homályát borítja rá, a távozás hímes mezejére lép, a világot jelentő deszkák, a szélrózsa minden irányában.

### Közvetlen források
- Bárdosi Vilmos. Magyar szólások, közmondások adatbázisa. Budapest: Tinta, 2012 (Hozzáférés: 2023. május 2.)
- (románul) Busuioc, Ileana. Tipuri de entități frazeologice (Frazeológiai egységek típusai). UniTerm. Revistă electronică de terminologie. 1. sz., 2004. Temesvár: Nyugati Egyetem Bölcsész-, történelem és teológiai kara (Hozzáférés: 2017. április 24.)
- (angolul) Cowie, A. P. Speech formulae in English: problems of analysis and dictionary treatment (Beszédformulák az angol nyelvben: elemzési és szótározási kérdések). Groninger Arbeiten zur germanistischen Linguistik. 44. kötet. 1. sz. Groningen: University of Groningen. Center for Language and Cognition Groningen, 2001 (Hozzáférés: 2017. április 24.)
- (angolul) Crystal, David. A Dictionary of Linguistics and Phonetics (Nyelvészeti és fonetikai szótár). 6. kiadás. Blackwell Publishing, 2008, ISBN 978-1-4051-5296-9 (Hozzáférés: 2017. április 24.)
- Dóla Mónika. Lexikon és grammatika kapcsolatáról − különös tekintettel az idegennyelv-tanulásra. Hungarológiai évkönyv. 15. évf. 1. sz. 2014. 8–29. o. (Hozzáférés: 2017. április 24.)
- (franciául) Dubois, Jean et al. Dictionnaire de linguistique (Nyelvészeti szótár). Párizs: Larousse-Bordas/VUEF. 2002 (Hozzáférés: 2023. május 2.)
- Forgács Tamás. Frazeológiai kézikönyv megírása és publikálása. Zárójelentés a T 47060. sz. OTKA kutatási projektről. 2007 (Hozzáférés: 2017. április 24.)
- (franciául) González Rey, María Isabel. Constructions endocentriques et exocentriques des unités phraséologiques (Frazeológiai egységek endocentrikus és exocentrikus szerkezetei). María Luz Casal Silva et al. (szerk.). La lingüística francesa en España camino del siglo XXI. Arrecife Producciones, S.L., 2000. ISBN 978-8492379286 (Hozzáférés: 2017. április 24.)
- (franciául) Gourmond, Remy de. Esthétique de la langue française (A francia nyelv esztétikája). Párizs: Société du Mercure de France, 1899 (Hozzáférés: 2023. május 2.)
- (angolul) Granger, Sylviane – Paquot, Magali. Disentangling the phraseological web (Bogozzuk ki a frazeológiai szövevényt!). Granger, Sylviane – Meunier, Fanny (szerk.). Phraseology. An interdisciplinary perspective (A frazeológia interdiszciplináris nézetben). Amsterdam/Philadelphia: John Benjamins Publishing Company, 2008. ISBN 978 90 272 3246 5, 27–50. o. (Hozzáférés: 2017. április 24.)
- (angolul) Gries, Stefan Th. Phraseology and linguistic theory (Frazeológia és nyelvészeti elmélet). Granger, Sylviane – Meunier, Fanny (szerk.), Phraseology. An interdisciplinary perspective (A frazeológia interdiszciplináris nézetben). Amsterdam/Philadelphia: John Benjamins Publishing Company, 2008. ISBN 978 90 272 3246 5, 3–26. o. (Hozzáférés: 2017. április 24.)
- (franciául) Klein, Jean René. La phraséologie (et en particulier les proverbes) dans le Trésor de la langue française informatisé (A frazeológia a TLFi-ben, különös tekintettel a közmondásokra). Előadás az ATILF (A francia nyelv informatikai elemzése és feldolgozása) projekt keretében megtartott Séminaire de méthodologie en étymologie et lexicologie historique (Az etimológia és a történeti lexikológia módszertanával foglalkozó szeminárium) alkalmával. 2006. május 24 (Hozzáférés: 2017. április 24.)
- (franciául) Lamiroy, Béatrice. Les expressions figées : à la recherche d’une définition (A rögzült kifejezések: meghatározásuk keresése). Zeitschrift für Französische Sprache und Literatur. 36. kötet. 2008. 85–99. o. (Hozzáférés: 2017. április 24.)
- (franciául) Leroi, Marie-Véronique. Le traitement automatique et lexicographique des locutions verbales figées en français (A francia rögzült igés szókapcsolatok automatikus és lexikográfiai kezelése). Kutatási dolgozat. Paris III egyetem. ILPGA, 2004 (Hozzáférés: 2015. 2017. április 24.)
- (franciául) Marque-Pucheu, Christiane. Les énoncés liés à une situation : mode de fonctionnement et mode d’accès en langue 2 (Helyzethez kötött mondatok: működésük és megközelítésük idegen nyelv tanításában). Hieronymus 1. sz.. Zárai Egyetem (Horvátország), 2007, 25–48. o. (Hozzáférés: 2017. április 24.)
- (románul) Munteanu, Cristinel. Sinonimia frazeologică în limba română din perspectiva lingvisticii integrale (Frazeológiai szinonímia a román nyelvben, az integrális nyelvészet nézetében). Pitești: Independenţa Economică, 2007, ISBN 978-973-7732-66-8 (Hozzáférés: 2017. április 24.)
- (franciául) Navarro Domínguez, Fernando. La rhétorique du slogan : cliché, idéologie et communication (A szlogen retorikája: klisé, ideológia és kommunikáció). Bulletin Hispanique. 107. kötet. 1. sz., 2005, 265–282. o. (Hozzáférés: 2017. április 24.)
- (románul) Podaru, Alina. Idiomaticitatea și expresiile idiomatice în italiană și română (Idiomaticitás és idiomatikus kifejezések az olasz és a román nyelvben). Philologica Jassyensia. 8. évfolyam. 1 (15). sz. 2012. 309–318. o. (Hozzáférés: 2017. április 24.)
- (franciául) Privat, Maryse. Le nœud gordien des parémiologues: qu’est-ce qu’un proverbe? (A parömiológusok gordiuszi csomója: mi a közmondás?). Thélème. Revista Complutense de Estudios Franceses. 13. sz., 1998, 253–264. o. Letölthető PDF (Hozzáférés: 2015. december 5.)
- Schirm Anita. Az óriásplakátok nyelve. Balázs Géza–H. Varga Gyula (szerk.). Ikonikus fordulat a kultúrában, Semiotica Agriensis 6., Budapest–Eger: Magyar Szemiotikai Társaság–Líceum Kiadó, 2009, 168–184. o. (Hozzáférés: 2017. április 24.)
- (angolul) The manual of heraldry : being a concise description of the several terms used, and containing a dictionary of every designation in the science (A heraldika tankönyve: a használt terminusok rövid leírása és az e tudománybeli minden elnevezés szótára). 5. kiadás. London: Arthur Hall, Virtue & Co., év nélkül (Hozzáférés: 2017. április 24.)
- Zsemlyei János. A mai magyar nyelv szókészlete. 6. rész, A mai magyar nyelv állandósult szókapcsolatai. Frazeológia. Őrszavak Archiválva 2015. december 8-i dátummal a Wayback Machine-ben, 2010. szeptember (Hozzáférés: 2017. április 24.)

### Közvetett források
- (franciául) Bally, Charles. Linguistique générale et linguistique française (Általános nyelvészet és a francia nyelv nyelvészete). Párizs: Ernest Leroux, 1932
- (románul) Colțun, Gheorghe. Frazeologia limbii române (A román nyelv frazeológiája). Chișinău: Arc, 2000
- (angolul) Cowie, A. P. The treatmant of collocations and idioms in learners’ dictionaries (A kollokációk és idiomatikus kifejezések kezelése tanulóknak szánt szótárakban). Applied linguistics 2(3). 1981. 223–235. o.
- (angolul) Cowie, A. P. Stable and creative aspects of vocabulary use (A szókészlet használatának rögzült és alkotó oldalai). Carter, R & M. – J. McCarthy (szerk.). Vocabulary and Language Teaching (Szókészlet és nyelvtanítás). London: Longman, 1988. 126–137. o.
- Crystal, David. A nyelv enciklopédiája. Budapest: Osiris, 1998
- (románul) Hristea, Theodor. Introducere în studiul frazeologiei (Bevezetés a frazeológiába). Hristea, Theodor et alii. Sinteze de limba română. Bukarest: Albatros, 1984
- (franciául) Kocourek, Rostislav. La langue française de la technique et de la science (A technika és a tudomány francia nyelve). Wiesbaden: Oscar Brandstetter, 1982